# Peter McLagan
Peter McLagan (* 1823 in Demerara; † 31. August 1900) war ein britischer Unternehmer und Politiker der Liberal Party.
Peter McLagan wurde 1823 als dritter Sohn von Peter McLagan geboren. Er besuchte die Tillycoultry School und studierte an der University of Edinburgh.
McLagan war ein Landbesitzer in Pumpherston, West Lothian. 1863 ließ er dort Schiefer abbauen. 1866 gründete er zusammen mit Edward Meldrum und George Simpson die E Meldrum & Company. Das Unternehmen betrieb die Boghall Shale Oil Works und die Stankards Oil Works. 1871 führte die unternehmerische Tätigkeit McLagans und seiner beiden Partner zu der Gründung der Uphall Mineral Oil Company Ltd.
Vom 11. Juli 1865 bis zu seinem Rücktritt 1893 vertrat er den Wahlkreis Linlithgowshire im House of Commons. Am 2. Juni 1893 wurde er Crown Steward and Bailiff of the Manor of Northstead und schied damit aus dem Unterhaus aus.
Im August 1900 starb er im Alter von 77 Jahren. McLagan heiratete 1876 Elizabeth Anne Taylor († 1882). Die Ehe blieb kinderlos.